# Camptoptera foersteri
Camptoptera foersteri är en stekelart som beskrevs av Girault 1917. Camptoptera foersteri ingår i släktet Camptoptera och familjen dvärgsteklar.
Artens utbredningsområde är Tyskland. Inga underarter finns listade.